# Stéphane Lecat
Stéphane Lecat (Francia, 6 de agosto de 1971) es un nadador francés retirado especializado en pruebas de larga distancia en aguas abiertas, donde consiguió ser medallista de bronce mundial en 2001 en los 25 km en aguas abiertas.

## Carrera deportiva
En el Campeonato Mundial de Natación de 2001 celebrado en Fukuoka (Japón), ganó la medalla de bronce en los 25 km en aguas abiertas, con un tiempo de 5:26:36 segundos, tras el ruso Yuri Kudinov (oro con 5:25:32 segundos) y su paisano francés Stéphane Gómez (plata con 5:26:00 segundos).